# Coupe du monde de saut d'obstacles 2006-2007
Navigation
Édition précédente Édition suivante
La coupe du monde de saut d'obstacles 2006-2007 est la 29e édition de la coupe du monde de saut d'obstacles organisée par la FEI. La finale se déroule à Las Vegas (États-Unis), du 19 avril au 22 avril 2007.

## Classement après la finale
| Pos. | Cavalier        | Nationalité | Cheval        |
| ---- | --------------- | ----------- | ------------- |
| 1    | Beat Mändli     | Suisse      | Ideo du Thot  |
| 2    | Daniel Deusser  | Allemagne   | Air Jordan II |
| 3    | Markus Beerbaum | Allemagne   | Leena         |